# گرشایمر
گرشایمر (انگلیسی: Gerresheimer) شرکت مهندسی آلمانی است، که در سال ۱۸۶۴ تأسیس شد.